# 世紀のワイドショー!ザ・今夜はヒストリー
『世紀のワイドショー!ザ・今夜はヒストリー』（せいきのワイドショー! ザ・こんやはヒストリー）は、2011年4月18日から2012年8月29日までTBS系列で放送されていた、歴史をテーマにした教養ドキュメンタリー・バラエティ番組である。TBSとハウフルスの共同制作番組。

## 概要

### 月曜19時台時代
『ムーブ・関口宏の東京フレンドパーク』時代も含め、1992年10月から18年間月曜19時台に放送されていた前番組『関口宏の東京フレンドパークII』が、2009年にこの時間帯で『総力報道!THE NEWS』がスタートするのを受けて放送曜日を変更したものの、視聴率が低迷。『THE NEWS』が終了し、『東京フレンドパークII』は2010年春の改編でこの時間帯へ戻されたものの、失われた視聴率を取り戻すことはできず、2011年3月をもって終了することが同年1月12日に発表された。
それから1か月後の2月22日、その『東京フレンドパークII』に替わって本番組が放送されることが発表された。また前番組から引き続き、関口宏が司会を務めることが発表された。これにより、この時間帯に放送される関口宏司会のバラエティ番組シリーズは、1979年4月2日の『クイズ100人に聞きました』放送開始から通算32年目に入ることになった（前述の『THE NEWS』が放送されていた時期を除く）。
30年以上に渡り司会をつとめたこの時間帯について関口は「この時間帯に対する愛着は特にない」とし、「知ってるつもり?!」はバブル時代に「「なんか、おかしくない?」っていう疑問を投げかけた」、「フレンドパーク」は「長引く不況期の中、元気を取り戻させようと、達成感を伝えることを目標にした」とし、この番組は「笑いも大切だけれども、『見てよかった』、『得したな』という感覚が求められるのではないか」とコメントした。
番組がこの時間帯に放送されていた当時、製作局のTBSでは直後の19:55 - 20:00に関連番組『歴史天国!』が放送されていた。

### 水曜20時台時代
2011年10月10日から月曜19時台で『炎の体育会TV』が放送されることになったのに伴い、本番組は同年10月19日放送分の2時間スペシャルから水曜20時台での放送となる。この時間帯で関口宏司会のバラエティ番組が放送されるのは、2009年4月から同年6月までローカルセールスで放送された『水曜ノンフィクション 関口宏モトをたどれば』以来2年4か月ぶりで、全国放送では『わくわく動物ランド』以来である。2011年10月26日から2012年3月14日までは、駒田健吾が水曜19時台の『海老名さん家の茶ぶ台』から引き続き出演していた。
番組は、2012年8月29日放送分をもって1年5か月間の放送に幕を閉じた。同時に『クイズ100人に聞きました』の放送開始以来、TBSのゴールデンタイムで34年間放送されてきた関口宏司会のバラエティ番組シリーズも終了した。

## 番組の内容
ある「歴史的な大事件」の起きた日を取り上げたワイドショー形式の教養番組である。歴史的な事件の当日やその前後の出来事について、史料や再現中継、さらにはスタジオに招いた専門家やゲストとの討議などで多角的に検証し、またその当時のトレンドや情勢についても歴史の背景資料として紹介する。また、一部の人物紹介には肖像画ではなく「後の平成の世に伝わるであろう」と振って戦国無双、戦国BASARA、花の慶次、薄桜鬼等ゲーム、漫画のキャラクター像にしたり、エンディングにはその取り上げた時代の今も紹介している。また、出演者がその時の主題にと関係あるドラマ・大河に出演している場合も多く、関口がそれをいじることが定番になっていく。当初は「関ヶ原の戦い」などの一つの事件を取り上げていたが、末期には「悪党」「歴史的建造物」「戦国武将・散り際の美学」などの大まかなテーマを定め、それに沿った7人程度の人物を小出しに紹介する形式となり、同時に一部で過去のVTRが使い回されるようになった。

## 出演者

### 総合司会
- 関口宏[4]
- 松嶋尚美（当時オセロ）-「歴女」芸人として有名。関西出身であることから豊臣秀吉に肩入れし、徳川家康を毛嫌いしている。レギュラー放送最終回では家康からメッセージを送られ、「ありがとう、成仏しいや！」と返した。

### 代理司会
松嶋が妊娠・出産で休養したため、その間は準レギュラー出演者が代理司会者を務めていた。
- 小泉孝太郎（2011年5月16日 - 同年6月7日）
- 出水麻衣（TBSアナウンサー、2011年12月14日 - 2012年4月25日）

### 進行
- 駒田健吾（TBSアナウンサー）

### レギュラーコメンテーター
- 加来耕三（歴史家）- 時折補足説明等を担当することがある。
- 加藤晴彦 - 開始当初からゲストコメンテーターとして不定期に出演していたが、2011年10月以降はレギュラーとして毎週出演。同郷である織田信長に対しては先輩と敬意を払っている。

### 主なゲストコメンテーター
- 小泉孝太郎 - 療養中の松嶋の代理としてアシスタントをしていたこともあった。またカリスマや大物政治家などのフレーズが出た際には関口から父親ネタでいじられることも多い。
- ビビる大木 - 有利な方あるいは権力のある方の味方をする場合が多く、その人物が負けた後勝った方に鞍替えし、周囲から怒られるのが定番になっている。
- 東ちづる
- 高橋ジョージ - コメントをする最中にほら貝の音で遮られる形で弄られることが多い（高橋に限らず他の人物も弄られることがある）。
- 矢口真里
- 眞鍋かをり
- 優木まおみ
- 西川史子 - 普段通り毒舌を吐くが特に美人に対しては特に冷淡になる。
- 菊川怜
- 西山茉希
- 高畑淳子 - 母親目線でコメントをすることが多い。
- えなりかずき - 歴史に長けており、トリビアを披露してレギュラーの座を狙っている。
- テリー伊藤
- 水道橋博士
- TKO - 木本は歴史に詳しく、トリビアを披露する場合も多い。

### 「AKB48 ただいま歴史勉強中」枠コメンテーター
「AKB48 ただいま歴史勉強中」の名札が用意されている席のコメンテーター。2011年7月まではこのうち1人が不定期出演していた。
- 松原夏海
- 浦野一美（SDN48）
- 小嶋陽菜
- 秋元才加
- 河西智美
- 松井咲子
- 北原里英

### 特集担当
すべて当時のTBS「ベテラン巨匠アナウンサー」。このうち1人が担当。併記しているのは、登場する際に駒田が紹介する、当人の特徴や担当番組にちなんだキャッチフレーズ。
- 小林豊[6] - 褐色のウェザーボーイ
- 斎藤哲也 - 千のサスペンダーを持つ男・ひるおび!吊りバンド
- 升田尚宏 - ドラマ大好き出たがりアナウンサー
- 安東弘樹 - アッコにおまかせされる男
- 初田啓介 - スポーツ実況の鬼
- 土井敏之 - 絶叫スポーツアナウンサー
- 柴田秀一 - 編成制作局アナウンス部兼報道局ニュースセンター編集部アナウンス班兼解説・専門記者室解説委員スペシャリスト局次長
- 吉川美代子 - アナウンス部の春日局

### 現地リポーター
すべて当時のTBS若手アナウンサー。このうち1人から2人が担当。
- 赤荻歩
- 杉山真也
- 枡田絵理奈
- 蓮見孝之 - 織田信長や豊臣秀吉の番記者だった。
- 高野貴裕 - 徳川家康や平清盛の番記者でありそれぞれから名前を呼ばれている。最終回では徳川家康の最期に立ち会い、感謝の意を述べられた。
- 石井大裕
- 田中みな実[6]
- 出水麻衣

この他、事件が起きている地元のJNN系列局に所属する若手アナウンサーも担当することがある。
- 高木直人（信越放送・川中島の戦い）
- 鈴木健太（MBS・大坂冬・夏の陣）
- 守屋周（東北放送・伊達政宗と小田原の役）

### 騒動センター
すべて当時のTBSアナウンサー。通常は1人が担当。「緊急ニュース」時に柴田が解説することがある。
- 水野真裕美
- 江藤愛
- 山田愛里
- 柴田秀一（ザ・今夜はヒストリー解説委員[7]）

この他、事件が起きている地元のJNN系列局にも「騒動センター」が置かれ、当地の所属アナウンサーが担当することがある（例・伊達政宗の回では、政宗の御膝元・宮城県に本社を置く東北放送アナウンサー・名久井麻利が政宗毒殺未遂を伝えた）。

### WWT特派員
- パトリック・ハーラン（パックンマックン）

## 主なコーナー

### リポートコーナー
「事件発生当日に放送」という設定で、現場取材、スーツ姿の記者が集団でマイクを向ける、単独インタビュー、独占映像など現代の取材手法そのままに歴史事件をリポートするスタイルである。スタジオでは『みのもんたの朝ズバッ!』で使われるような巨大ボードのめくりなど、ワイドショー形式に則りつつ情勢や人物像を現代人の感覚で解説していく。その日以降の出来事に言及する場合は「〜するかもしれない」「平成の世では〜」などと付けるのが通例である。

### World Wide Topics（WWT）
パトリック・ハーランが同時代の海外の出来事をリポートした。2011年6月13日放送分まで。

### 騒動センター
報道センター風の「騒動センター」から同時代のトピックスや「緊急ニュース」を伝える。2011年6月27日放送分から。

### クローズアップ○○
特集コーナー。TBSの「ベテラン巨匠アナウンサー」が、人物関係や出来事の流れを巨大ボードを使って解説する。

### ○○なう
取り上げた事件が起きた場所の、現代の様子や観光・グルメ情報を紹介する。

### そうだったのか!クイズ○○
2012年以降の番組末期に始まったコーナー。テーマに沿ったクイズを出題する。

## 放送リスト
| 回 | 日時    | タイトル                             | 放送内容 | ゲスト                                                                       | ヒストリーボード                                              | へぇ～そうなんだ◯◯                      | ワールドワイドトピックス（第9回まで） 各地の騒動をお伝えする騒動センター（第11回から） | クローズアップ◯◯                                                                                          | ◯◯なう | 備考 |
| -- | ------- | ------------------------------------ | --- | ---------------------------------------------------------------------------- | ------------------------------------------------------------- | --------------------------------------- | --- | --- | --- | ---- |
| 1  | 4月18日 | 関ヶ原の戦い                         | 今日は慶長5年（1600年）9月15日。日本のへそで世紀の大事件が勃発しました。関ヶ原で！天下分け目の大決戦！どうなるニッポン！？         | 佐々木蔵之介、宮崎美子、西山茉希、ビビる大木                                 | 家康の秘策とは！？そして、女の確執とは一体！？                | へぇ～そうなんだ 関ヶ原の戦い           | 1600年のイギリスでは…【シェイクスピア「ハムレット」上演】 ウィリアム・シェイクスピア（1564年頃〜1616年没）四大悲劇「ハムレット」「マクベス」「オセロ」「リア王」など名作を多数執筆                                         | クローズアップ 関ヶ原 【家系図を見れば日本がわかる！ 先生：小林豊（TBSアナウンサー）】                    | 関ヶ原なう【411年後の2011年の関ヶ原情報です】 見ドコロ：笹尾山・石田三成陣跡、松尾山・小早川秀秋陣跡、徳川家康最後陣跡 休みドコロ：やぎ工 may!may! 食べドコロ：和みカフェ うららか |      |
| 2  | 4月25日 | 壇ノ浦の戦い                         | 今日は文治元年（1185年）3月24日。山口県下関市の沖合で、大きな事件がおきました。壇ノ浦で！源平最後の戦い！どうなるニッポン！？      | 大杉漣、鈴木砂羽、松原夏海（AKB48）、遠藤章造（ココリコ）                    | 幼い天皇とおばあさんが海中へ心中                              | へぇ～そうなんだ 壇ノ浦の戦い           | 1185年のカンボジア…【アンコールワット大盛況】 スールやヤヴァルマン2世によって1150年頃建築されたヒンドゥ―教の大寺院 | クローズアップ 壇ノ浦 【家系図を見れば日本がわかる！ 先生：斎藤哲也（TBSアナウンサー）】                  | 壇ノ浦なう 見ドコロ：みもすそ川公園、赤間神宮 遊びドコロ：海響館 食べドコロ：平家茶屋、アンティーク＆オールディーズ                                                                |      |
| 3  | 5月2日  | 黒船来航                             | 今日は嘉永6年（1853年）6月3日。将軍のお膝元で、いきなりの大事件勃発！ 江戸湾浦賀沖に！巨大な黒船がやってきた！どうなるニッポン!?   | 小泉孝太郎、菊川怜、SHELLY、山崎樹範、ビビる大木                             | 徳川幕府大混乱！開国か？鎖国か？                              | へぇ～そうなんだ 黒船来航               | 1853年のサンフランシスコでは…【リーバイ・ストラウス社 創業】 幌や帆の材料・キャンバス地で作業用パンツを製造・販売 | クローズアップ 黒船来航 【幕府仰天！ペリー接待大作戦 先生：升田尚宏（TBSアナウンサー）】                  | 浦賀なう 見ドコロ：燈明堂、ペリー記念館（ペリー公園内） 食べドコロ：日本フーズ、和菓子司いづみや                                                                                   |      |
| 4  | 5月9日  | 大奥・絵島生島事件                   | 今日は正徳4年（1714年）3月5日。江戸城内で前代未聞の大事件が勃発！ 女の園で、大奥史上最大のスキャンダル発覚!!どうなるニッポン!?     | 東ちづる、西村和彦、浦野一美（SDN48）、渡部建（アンジャッシュ）              | 絵島に死刑判決か・・・？                                      | へぇ～そうなんだ 大奥最大のスキャンダル | 1717年のイギリスでは…【ロンドンでイギリス初の紅茶専門店が開店】 1717年創業以来、2011年まで同じ場所で営業 | クローズアップ 大奥 【派閥を見れば日本がわかる！ 先生：安東弘樹（TBSアナウンサー）】                      | 高遠なう 見ドコロ： 休みドコロ： 食べドコロ： |      |
| 5  | 5月16日 | 本能寺の変                           | 今日は天正10年（1582年）6月2日。京都・本能寺で大事件が発生！ 天下を揺るがすクーデター!!ボッ発!!                                    | かたせ梨乃、石原良純、小嶋陽菜（AKB48）、陣内智則                            | 巨星堕つ！信長の亡骸は何処へ・・・？                          | へぇ～そうなんだ 本能寺の変             | 1582年のイギリスでは…【イギリス艦隊はスペイン無敵艦隊を撃破】 機動力と戦術に勝るイギリス艦隊がスペイン無敵艦隊に勝利 | クローズアップ 本能寺の変 【上司と部下 人間関係を見れば日本がわかる！ 先生：初田啓介（TBSアナウンサー）】 | 本能寺なう 見ドコロ： 休みドコロ： 食べドコロ： |      |
| 6  | 5月23日 | 島原・天草の乱                       | 今日は寛永14年（1637年）10月25日。九州島原・天草で徳川幕府始まって以来の大事件！反政府勢力による大暴動！！                         | 斉藤慶子、五十嵐隼士、矢口真里、ビビる大木                                   | 大暴動を率いる謎の美少年とは！？                              | へぇ～そうなんだ 島原・天草の乱         | 1633 年のイタリアでは…【地動説のガリレオに終身刑】 ガリレオ・ガリレイが唱えた“地球が太陽の周りを自転しながら動いている”という説。 教会から警告を受けたにもかかわらず、主張し続けた為に終身刑を受ける                       | クローズアップ 天草四郎伝説 【カリスマを見れば日本がわかる！ 先生：土井敏之（TBSアナウンサー）】          | 島原・天草なう 見ドコロ： 休みドコロ： 食べドコロ： |      |
| 7  | 5月30日 | 源氏物語                             | 今日は寛引5年（1008年）11月17日。『源氏物語』誕生の裏に潜む政治的策略とは！？ どうなるニッポン！？                                 | 酒井美紀、加藤成亮（NEWS）、村上知子・大島美幸（森三中）遠藤章造（ココリコ） | 日本初のベストセラー『源氏物語』誕生！                        | へぇ～そうなんだ 源氏物語               | － | クローズアップ 源氏物語 【ライバル関係を見れば日本がわかる！ 先生：小林豊（TBSアナウンサー）】            | 源氏物語なう 見ドコロ： 休みドコロ： 食べドコロ： |      |
| 8  | 6月6日  | 承久の乱                             | 今日は承久3年（1221年）5月19日。日本史上初、幕府VS朝廷の戦い勃発！ 日本史上最強の猛女、北条政子の大演説にどうなるニッポン！？      | 黒谷友香／宇梶剛士、西川史子、ガレッジセール（川田・ゴリ）                   | 史上初！幕府VS朝廷 承久の乱勃発！                             | へぇ～そうなんだ 源氏物語               | 1218年のモンゴルでは…【チンギス・ハン モンゴル帝国拡大へ】 モンゴル帝国初代皇帝チンギス・ハンがさらなる領土拡大を求め、中央アジアの制覇を目指し遠征を開始した                                                              | クローズアップ 北条政子 【家系図を見れば日本がわかる！ 先生：斎藤哲也（TBSアナウンサー）】                | 鎌倉なう 見ドコロ： 休みドコロ： 食べドコロ： |      |
| 9  | 6月13日 | 池田屋事件                           | 今日は元治元年（1864年）6月5日。新撰組、鮮烈デビュー！ テログループ逮捕にニューヒーロー誕生か、どうなるニッポン！？                | 小泉孝太郎、鈴木砂羽、優木まおみ、オードリー（若林正恭・春日俊彰）           | 京の都にニューヒーロー誕生か！？                              | へぇ〜そうなんだ 新撰組 池田屋事件      | 1863年のイギリス・ロンドンでは…【世界初の地下鉄が開通！】 世界初の地下鉄：人口増加に伴う新たな交通手段として、パディントン〜ファリンドン間の約6kmの区間で地下鉄が開通。開業初日は約4万人が利用した                         | クローズアップ 幕末オールスターズ 【立ち位置を見れば日本がわかる！ 先生：安東弘樹（TBSアナウンサー）】    | 新撰組なう 見ドコロ：池田屋 はなの舞、壬生寺、新撰組 壬生屯所遺蹟（八木邸） 休みドコロ：新撰組 壬生屯所遺蹟（八木邸） 食べドコロ：総本家 近清                                      |      |
| 10 | 6月20日 | 生類憐みの令                         | 今日は1685年。5代将軍綱吉の恐怖の御触書！お犬様の天下でどうなるニッポン！？                                                        | 髙嶋政宏、国生さゆり、千秋、土田晃之                                         | 人より偉いお犬様！天下の悪法はなぜ生まれた！？                | へぇ〜そうなんだ 生類憐みの令           | － | クローズアップ 生類憐みの令 【家系図を見れば日本がわかる！ 先生：土井敏之（TBSアナウンサー）】            | 生類憐みの令なう 見ドコロ：湯島聖堂、寛永寺、中野区役所、永世屋、中野区立歴史民俗資料館 食べドコロ：ふじの木 休みドコロ：ポケットバーバー                                          |      |
| 11 | 6月27日 | 桶狭間の戦い                         | 今日は永禄3年（1560年）5月19日。戦国のカリスマ織田信長デビュー戦！激戦の桶狭間から、どうなるニッポン！？                           | 東ちづる、加藤晴彦、西山茉希、ビビる大木                                     | 桶狭間で、信長 天下取りで鮮烈デビュー                         | へぇ〜そうなんだ 織田信長               | 1560年の中国地方では…【中国地方を支配する毛利元就が、長男 隆元に家督を譲る事を決意】 毛利元就は家督を譲る事を決意した際、3人の息子に「1本では矢は簡単に折れるが、3本では矢は折れない」という約束の大切さを説いた手紙を送る | クローズアップ 桶狭間の戦い 【家系図を見れば日本がわかる！ 先生：初田啓介（TBSアナウンサー）】            | 桶狭間なう 見ドコロ：桶狭間古戦場伝説地、桶狭間古戦場公園、桶狭間古戦場公園 休みドコロ：パティスリー ラ・ピュール 食べドコロ：手打ちうどん 日吉、日本料理 やまと                   |      |
| 12 | 7月4日  | 皇女和宮～世紀のウエディング～       | 今日は寛引5年（1008年）11月17日。『源氏物語』誕生の裏に潜む政治的策略とは！？ どうなるニッポン！？                                 | 船越英一郎、宮崎美子、加藤夏希、陣内智則                                     | 江戸市民祝福の嵐！！                                          | へぇ〜そうなんだ 世紀のウエディング     | － | クローズアップ その後の「和宮」と「篤姫」 【嫁姑を見れば日本がわかる！ 先生：小林豊（TBSアナウンサー）】  | 和宮なう 見ドコロ： 休みドコロ： 食べドコロ： |      |
| 13 | 7月11日 | ～小谷城の戦い～                     | 今日は天正元年（1573年）8月28日。織田信長、天下取りへ動く！織田軍の包囲した小谷城には妹・お市と娘たちが！どうなるニッポン！？      | 的場浩司、菊川怜、秋元才加（AKB48）、光浦靖子、水道橋博士                    | 妹お市と三姉妹の運命は？                                      | へぇ〜そうなんだ 浅井長政の裏切り       | 1573年の東北地方では…【伊達輝宗の嫡男、梵天丸（のちの伊達政宗）が天然痘にかかる】 世界中で不治 悪魔の病気と恐れられている感染症『天然痘』 伊達政宗は一命を取りとめたものの、後遺症により右目を失明                         | クローズアップ 浅井三姉妹 【家系図を見れば日本がわかる！ 先生：斎藤哲也（TBSアナウンサー）】              | 小谷城なう 見ドコロ： 休みドコロ： 食べドコロ： |      |
| 14 | 7月18日 | ～大奥新装オープン～                 | 今日は寛永3年9月15日。 そのきらびやかさの裏では将軍家存続をかけた 乳母 春日局と生母 お江との、女の確執が勃発！どうなるニッポン！？ | 秋吉久美子、細川茂樹、後藤真希、河西智美（AKB48）、金子貴俊                  | 女の園誕生㊙舞台裏とは！？                                    | へぇ〜そうなんだ 大奥                   | ー | クローズアップ 大奥 【家系図を見れば日本がわかる！ 先生：吉川美代子（TBSアナウンサー）                    | 春日局なう 見ドコロ： 休みドコロ： 食べドコロ： |      |
| 15 | 7月25日 | ～義経の最期～                       | 今日は文治5年（1189年）閏4月30日。 平泉 世界遺産登録記念SP！！ 奥州平泉を舞台に史上最大の兄弟喧嘩が勃発！どうなるニッポン！？      | 高畑淳子、加藤晴彦、松井咲子、（AKB48）高橋ジョージ、ビビる大木              | 奥州平泉で、源義経が辿る悲劇の運命                            | へぇ〜そうなんだ 義経と頼朝             | 1189年のイタリアでは…【ピサの斜塔、建築途中のまま放置】 1173年着工のピサの塔は、3層まで建築した段階で南に傾いた為に建築が中止となる。 理由は地盤の軟弱さにあるようです。                                                   | クローズアップ 義経とその女たち 【男と女の悲劇を見れば日本がわかる！ 先生：安東弘樹（TBSアナウンサー）】  | 平泉なう 見ドコロ： 休みドコロ： 食べドコロ： |      |
| 16 | 8月1日  | 北ノ庄城～お市、人生２度目のろう城～ | 今日は天正11年（1583年）4月23日。 「勝家＆お市」ろう城現場から生中継！ 秀吉に追い込まれた勝家一家の運命は？どうなるニッポン！？    | 大和田獏、高畑淳子、谷原章介、北原里英（AKB48）、TKO（木本武宏・木下隆行）   | 秀吉VS勝家因縁の対決！お市の運命は？                          | へぇ〜そうなんだ 勝家VS秀吉             | ー | クローズアップ 前田利家の裏切り 【人間関係を見れば日本がわかる！ 先生：小林豊（TBSアナウンサー）】        | 北ノ庄城なう 見ドコロ： 休みドコロ： 食べドコロ： |      |
| 17 | 8月8日  | ～寺田屋事件～                       | 今日は慶應2年（1866年）1月21日。 幕府を倒して新しい国づくり！ 竜馬が描いた日本の夜明けとは？どうなるニッポン！？                   | 戸田恵子、小泉孝太郎、優木まおみ、ビビる大木                                 | 京都 龍馬、薩長大連立に成功 偉業の影で龍馬の身に迫る危機とは… | へぇ〜そうなんだ 薩長同盟               | ー | クローズアップ 薩長同盟 【戦のチーム編成を見れば日本がわかる！ 先生：小林豊（TBSアナウンサー）】          | 龍馬なう 見ドコロ： 休みドコロ： 食べドコロ： |      |
| 18 | 8月15日 | 小牧・長久手の戦い～秀吉ＶＳ家康～   | 今日は天正12年（1584年）4月9日。 小牧・長久手から生中継！ 羽柴秀吉VS徳川家康、たった一度の直接対決！！どうなるニッポン！？         | 尾木直樹、東ちづる、加藤晴彦、ガレッジセール（川田、ゴリ）                   | 秀吉VS家康日本中が注目のドリームマッチ！！                    | へぇ〜そうなんだ 秀吉VS家康と信雄       | ー | クローズアップ 織田信雄 【天国と地獄 男の生き様を見れば日本がわかる！ 先生：斎藤哲也（TBSアナウンサー）】 | 小牧・長久手なう 見ドコロ： 休みドコロ： 食べドコロ： |      |
| 19 | 8月22日 | ～大化の改新～                       | 今日は皇極天皇4年（645年）6月12日。 古代日本の大改革を生中継！ クーデターの意外な真実とは？どうなるニッポン！？                    | 船越英一郎、斉藤慶子、高橋ジョージ、矢口真里、ビビる大木                     | 飛鳥の都で、古代日本最大のクーデター                          | へぇ〜そうなんだ 飛鳥時代               | 645年の唐では…【三蔵法師 帰国！】 仏典のさらなる研究の為16年前に長安から天竺へ出発した、唐（中国）の三蔵法師こと玄奘三蔵（44）。 三蔵法師は7体の仏像と600以上の仏典を持ち帰り、無事帰国を果たす。                          | クローズアップ 大化の改新 【家系図を見れば日本がわかる！ 先生：小林豊（TBSアナウンサー）】                | 飛鳥なう 見ドコロ： 休みドコロ： 食べドコロ： |      |
| 20 | 9月5日  | ～千利休切腹～                       | 今日は天正19年（1591年）2月28日。 1591年の京都から生中継！ 豊臣秀吉の逆鱗にふれた千利休、まさかの切腹か？どうなるニッポン！？      | 大地真央、津田寛治、加藤晴彦、原幹恵、ガダルカナル・タカ                     | 豊臣秀吉が大激怒！千利休の運命は？                            | へぇ〜そうなんだ 千利休                 | ー | クローズアップ 千利休 【わびさびを知れば日本がわかる！ 先生：斎藤哲也（TBSアナウンサー）】                | 千利休なう 見ドコロ： 休みドコロ： 食べドコロ： |      |
| 21 | 9月12日 | ～川中島の戦い～                     | 今日は永禄4年（1561年）9月9日。 武田信玄VS上杉謙信！川中島から生中継！ 宿命のライバル対決の決着は？ どうなるニッポン！？           | 笹野高史、西川史子、山崎樹範、西山茉希、ビビる大木                           | 川中島、戦国史上最大の決戦！！ ライバル対決の行方は！？       | へぇ〜そうなんだ 川中島の戦い           | ー | クローズアップ 川中島の戦い 【家系図を見れば日本がわかる！ 先生：柴田秀一（TBSアナウンサー）】            | 川中島なう 見ドコロ： 休みドコロ： 食べドコロ： |      |
| 22 | 9月19日 | ～鎌倉幕府滅亡～                     | 今日は元弘3年（1333年）5月21日。 いいくに作ろう鎌倉幕府が大ピンチ！ 果たして幕府の運命は？ どうなるニッポン！？                    | 佐野史郎、宮崎美子、滝沢秀明、菊川怜、TKO（木本武宏・木下隆行）              | 鎌倉幕府、滅亡の危機せまる                                    | へぇ〜そうなんだ 鎌倉幕府の危機         | ー | クローズアップ 鎌倉幕府 【家系図を見れば日本がわかる！ 先生：斎藤哲也（TBSアナウンサー）】                | 鎌倉なう 見ドコロ： 休みドコロ： 食べドコロ： |      |

| 回 | 日時     | タイトル                         | 放送内容 | ゲスト                                                               | ヒストリーボード                            | へぇ～そうなんだ◯◯                   | 各地の騒動をお伝えする騒動センター | クローズアップ◯◯                                                                                                  | ◯◯なう | 備考 |
| -- | -------- | -------------------------------- | --- | -------------------------------------------------------------------- | ------------------------------------------- | ------------------------------------ | --- | --- | --- | ---- |
| 23 | 10月19日 | ～大坂冬の陣～                   | 今日は慶長19年（1614年）12月4日。 お引っ越し記念！2時間スペシャル 豊臣VS徳川、大坂冬の陣を実況中継！どうなるニッポン！？                        | 平泉成、高畑淳子、加藤晴彦、優木まおみ、はんにゃ（川島章良・金田哲） | 大阪城で、戦国時代最大のバトル              | へぇ～そうなんだ 大阪冬の陣          | | クローズアップ 淀殿と豊臣家 【家系図を見れば日本がわかる！ 先生：小林豊（TBSアナウンサー）                        | 大坂冬の陣なう 見ドコロ：大阪城天守閣、空堀商店街、真田山、王寺公園・茶臼山、住吉大社 休みドコロ：喜久寿（きくじゅ）、但馬屋E〜ma 食べドコロ：ホテルニューオータニ大阪、フランス料理 サクラ(ホテルニューオータニ大阪 18F) |      |
| 24 | 10月26日 | ～大坂夏の陣～                   | 今日は慶長20年（1615年）5月7日。 豊臣VS徳川、ついに決着！ 大坂夏の陣を実況中継！どうなるニッポン！？                                            | 高畑淳子、加藤晴彦、優木まおみ、高橋ジョージ、ビビる大木             | 大坂で、徳川VS豊臣 最後の戦い               | へぇ～そうなんだ 大阪夏の陣          | | クローズアップ 家康と女達 【嫁選びを見れば日本がわかる！ 先生：吉川美代子（TBSアナウンサー）                      | |      |
| 25 | 11月2日  | ～一ノ谷の戦い～                 | 今日は治承8年／寿永3年（1184年）2月7日。 源氏VS平氏、クライマックスシリーズ開幕！ 勝負の行方を実況中継！どうなるニッポン！？                    | 大友康平、宮崎美子、加藤晴彦、西山茉希、水道橋博士                   | 源氏VS平氏、クライマックスシリーズ開幕！    | へぇ～そうなんだ 一ノ谷の合戦        | | クローズアップ 源平合戦 【家系図を見れば日本がわかる！ 先生：土井敏之（TBSアナウンサー）】                        | |      |
| 26 | 11月9日  | ～帰ってきたジョン万次郎～       | 今日は嘉永5年（1852年）10月5日。 土佐の海で遭難！？漂流、そして決死の帰国！ ジョン万次郎は生きていた！？どうなるニッポン！？                    | 石原良純、加藤晴彦、デーブ・スペクター、SHELLY、ビビる大木           | 鎖国中の日本、ジョン万次郎 奇跡の生還か！？ | へぇ～そうなんだ ジョン万次郎        | 1852年のアメリカでは…【蒸気軍艦ミシシッピ号出発】 バージニア州ノーフォークから、日本開国を任務とした司令官マシュー・ペリー（59）を乗せた蒸気軍艦ミシシッピー号が日本に向けて出港。 | クローズアップ ジョン万次郎 【大冒険を見れば日本がわかる！ 先生：小林豊（TBSアナウンサー）】                      | |      |
| 27 | 11月30日 | ～伊達政宗～                     | 今日は天正18年（1590年）6月9日。 独眼竜 伊達政宗 大ピンチ！豊臣秀吉が大激怒！ 果たして政宗の運命は？どうなるニッポン！？                        | 石田純一、秋吉久美子、えなりかずき、菊川怜、高橋ジョージ             | 伊達政宗が大遅刻！絶体絶命のピンチ！        | へぇ～そうなんだ 秀吉と政宗の確執    | | クローズアップ 伊達政宗 【逆境での強さを見れば日本がわかる！ 先生：斎藤哲也（TBSアナウンサー）】                  | |      |
| 28 | 12月14日 | ～忠臣蔵 赤穂事件～              | 今日は元禄15年（1702年）12月14日。 47人の赤穂浪士、討ち入り決行か！？ 仇討ちの行方は？どうなるニッポン！？                                      | 大地真央、加藤晴彦、西川史子、えなりかずき                           | 赤穂浪士、ついに討ち入り血行か！？          | へぇ～そうなんだ 松の廊下事件        | | クローズアップ 吉良上野介 【家系図を見れば日本がわかる！ 先生：斎藤哲也（TBSアナウンサー）】                      | |      |
| 29 | 1月18日  | 織田信長スペシャル～長篠の戦い～ | 今日は天正3年（1575年）5月21日。 戦国のカリスマ「織田信長」スペシャル！ 天下取りへの道を突き進む！どうなるニッポン！？                          | 三田佳子、的場浩二、加藤晴彦、TKO（木本武宏・木下隆行）              | 長篠・設楽原で、信長天下取り最終章          | へぇ～そうなんだ 長篠・設楽原        | | クローズアップ 信長とお金 【マネー戦略を見れば日本がわかる！ 先生：安東弘樹（TBSアナウンサー）】                  | 見ドコロ： 休みドコロ： 食べドコロ： |      |
| 30 | 2月1日   | ～徳川吉宗 将軍就任～            | 今日は正徳6年（1716年）4月30日。 将軍吉宗誕生！ 前代未聞の将軍総選挙の裏側に迫る！どうなるニッポン！？                                          | テリー伊藤、田丸麻紀、加藤晴彦、西山茉希、ビビる大木                 | 今夜決定！江戸幕府八代将軍総選挙！          | へぇ～そうなんだ 徳川御三家          | | クローズアップ 徳川吉宗 【選挙戦の裏側を見れば日本がわかる！ 先生：小林豊（TBSアナウンサー）】                    | 紀州吉宗なう 見ドコロ：和歌山城、紀州徳川家菩提寺 報恩寺、刺田比古神社 休みドコロ：総本家 駿河 食べドコロ：屋麺屋 ひしお、湯浅醤油有限会社                                                                                |      |
| 31 | 2月8日   | ～大奥大改革～                   | 今日は享保元年（1716年）8月13日。 暴れん坊将軍大暴れ！ 立ちはだかるは絢爛豪華な女の園「大奥」！ どうなるニッポン！？                            | 浅野ゆう子、加藤晴彦、矢口真里、金子貴俊                             | 暴れん坊将軍！ついに始動！！                | へぇ～そうなんだ 江戸の財政難        | | クローズアップ 吉宗と女達 【女性関係を見れば日本がわかる！ 先生：土井敏之（TBSアナウンサー）】                    | 見ドコロ： 休みドコロ： 食べドコロ： |      |
| 32 | 2月15日  | ～細川ガラシャ～                 | 今日は412年前。 キリシタンで戦国一の美女！ 石田三成が狙うは細川ガラシャ！ どうなるニッポン！？                                                  | 賀来千香子、加藤晴彦、西川史子、TKO（木本武宏・木下隆行）            | 大坂細川邸で、細川ガラシャの運命は！？      | へぇ～そうなんだ 細川ガラシャ        | | クローズアップ 細川ガラシャ 【家系図を見れば日本がわかる！ 先生：安東弘樹（TBSアナウンサー）】                    | |      |
| 33 | 2月22日  | ～応仁の乱～                     | 今日は寛正6年（1465年）11月23日。 時の将軍、足利義政。その正室、日野富子。 家庭内問題が日本中を巻き込む大事件に！ どうなるニッポン！？          | 三田佳子、加藤晴彦、矢口真里、ビビる大木                             | 京の都大波乱、原因は日本一の迷惑夫婦！？    | へぇ～そうなんだ 応仁の乱            | | クローズアップ 足利義政 【第二の人生を見れば日本がわかる！ 先生：安東弘樹（TBSアナウンサー）】                    | |      |
| 34 | 3月7日   | ～篤姫結婚～                     | 今日は156年前。 篤姫が将軍と結婚！ 世紀のウェディングにタイムスリップ！ どうなるニッポン！？                                                    | 阿川佐和子、加藤晴彦、酒井美紀、えなりかずき                         | 祝！ご成婚！！おめでとう❤️家定&篤姫         | へぇ～そうなんだ 篤姫 結婚への道のり | | クローズアップ その後の篤姫 【女の一生を見れば日本がわかる！ 先生：斎藤哲也（TBSアナウンサー）】                  | |      |
| 35 | 3月14日  | ～聖徳太子～                     | 今日は推古天皇16年（608年）8月。 あの聖徳太子が世界最大の帝国を相手に大勝負！ 遣隋使・小野妹子の帰国当日にタイムスリップ！ どうなるニッポン！？ | 船越英一郎、加藤晴彦、西山茉希、高橋ジョージ                         | 飛鳥の都に遣隋使が帰ってきた！！            | へぇ～そうなんだ 遣隋使              | | クローズアップ Before 飛鳥時代 【世界のスーパースターズを見れば日本がわかる！ 先生：斎藤哲也（TBSアナウンサー）】 | |      |

| 回 | 日時    | タイトル                                  | 放送内容 | ゲスト                                                                   | ヒストリーボード                      | へぇ～そうなんだ◯◯        | 各地の騒動をお伝えする騒動センター | クローズアップ◯◯                                                                                               | ◯◯なう | 備考 |
| -- | ------- | ----------------------------------------- | --- | ------------------------------------------------------------------------ | ------------------------------------- | ------------------------- | ---------------------------------- | --- | --- | ---- |
| 36 | 4月11日 | 平清盛スペシャル～平治の乱～              | 今日は平時元年（1159年）12月9日。 平清盛のスゴさが全て分かる2時間スペシャル！ 平氏VS源氏、戦いの火ぶたが切って落とされた！ どうなるニッポン！？ | 佐々木蔵之介、高畑淳子、テリー伊藤、加藤晴彦、成海璃子、えなりかずき     | 都でクーデター発生！平治の乱！！      | へぇ〜そうなんだ 平治の乱 |                                    | クローズアップ 平清盛 【リーダーを見れば日本がわかる！ 先生：小林豊（TBSアナウンサー）】                       | 平清盛なう 見ドコロ：六波羅蜜寺、六条河原、若一神社、清盛塚 土産ドコロ：亀屋清永 休みドコロ：通圓 |      |
| 37 | 4月25日 | ～葛飾北斎～                              | 今日は天保2年（1831年）。 天才絵師・葛飾北斎の名作「冨嶽三十六景」 シリーズ最後の1枚が完成した当日にタイムスリップ！ どうなるニッポン！？       | 三田佳子、加藤シゲアキ（NEWS）、加藤晴彦、西川史子                       | 富嶽三十六景 ついに完成！！           | へぇ〜そうなんだ 葛飾北斎 |                                    | クローズアップ 葛飾北斎 【アートを見れば日本がわかる！ 先生：安東弘樹（TBSアナウンサー）】                     | 葛飾北斎なう 見ドコロ：牛嶋神社、誓教寺 土産ドコロ：蝶谷本店、東あられ本舗 |      |
| 38 | 5月2日  | ～桜田門外の変～                          | 今日は安政7（1860年）3月3日。 桜田門で幕府トップ襲撃テロ事件発生！！ 前代未聞の襲撃計画の実行当日にタイムスリップ！ どうなるニッポン！？        | 平泉成、加藤晴彦、須藤理沙、TKO（木本武宏・木下隆行）                    | 江戸城桜田門街 幕府トップ襲撃事件     | へぇ〜そうなんだ 井伊直弼 |                                    | クローズアップ 井伊直弼 【井伊家を見れば日本がわかる！ 先生：安東弘樹（TBSアナウンサー）】                     | 桜田門外の変なう 見ドコロ：皇居外苑 桜田門、憲政記念館、豪徳寺、彦根城、埋木舎 休みドコロ：いと重菓舗 食べドコロ：近江肉せんなり亭 伽羅                                                                |      |
| 39 | 5月9日  | ～前田慶次～                              | 今日は天正19年（1591年）某月、吉日。 天下御免の傾奇者、その名は前田慶次！ 421年前の京都にタイムスリップ！ どうなるニッポン！？                  | 秋吉久美子、加藤晴彦、角田信朗、椿鬼奴                                   | 京都の町で前田慶次大暴れ！！          | へぇ〜そうなんだ 前田慶次 |                                    | クローズアップ 前田慶次姫 【人生傾いて日本がわかる！ 先生：斎藤哲也（TBSアナウンサー）】                       | 前田慶次なう 見ドコロ：堂森善光寺、宮坂考古館、亀岡文殊堂 土産ドコロ：織江夢人館（おりえんとかん） 食べドコロ：ビッキ石                                                                                |      |
| 40 | 5月16日 | ～真田一族の決断～                        | 今日は慶長5年（1600年）7月21日。 信州・上田の真田一族！ 真田家の決断が日本の行く末を決める！どうなるニッポン！？                                | 的場浩司、加藤晴彦、西山茉希、オリエンタルラジオ（中田敦彦、藤森慎吾）   | 関ヶ原の戦い直前！真田家の運命は！？  | へぇ〜そうなんだ 真田一族 |                                    | クローズアップ 真田一族 【親子の生き様を見れば日本がわかる！ 先生：安東弘樹（TBSアナウンサー）】               | 真田一族なう 見ドコロ：上田市立真田博物館、上田城跡公園、上田市立博物館、眞田神社 土産ドコロ：刀屋 食べドコロ：岩屋館                                                                                  |      |
| 41 | 5月30日 | ～安倍晴明～                              | 今日は永観2年（984年）頃 伝説の陰陽師、安倍晴明見参！ 彼が帝の前で奇跡を起こした当日にタイムスリップ！どうなるニッポン！？                      | 浅野ゆう子、加藤晴彦、田丸麻紀、えなりかずき                             | 都で話題の男！！陰陽師・安倍晴明      | へぇ〜そうなんだ 安倍晴明 |                                    | クローズアップ 晴明の子孫達 【晴明の子孫達を見れば日本がわかる！ 先生：土井敏之（TBSアナウンサー）】           | 安倍晴明なう 見ドコロ：安倍晴明公 嵯峨御墓所、一条戻橋、円光寺 お守りドコロ：晴明神社 土産ドコロ：船はしや総本店 酔いドコロ：京都ブライトンホテル、メインバー ムーンシャイナー                         |      |
| 42 | 6月13日 | ～日本の歴史 悪役１０人～                 | 今日は飛鳥時代～幕末。 特別企画！ 日本史悪役10人を一挙ノミネート！どうなるニッポン！？                                                          | 高橋英樹、加藤晴彦、眞鍋かをり、TKO（木本武宏・木下隆行）                | 日本史上最大の悪役は誰だ！？          | -                         |                                    | | |      |
| 43 | 6月27日 | ～土方歳三の最期～                        | 今日は明治2年（1869年）5月11日。 幕末のラストサムライ！ 元・新撰組副長！土方歳三が最後の戦いに挑む！どうなるニッポン！？                        | テリー伊藤、田丸麻紀、加藤晴彦、えなりかずき、村上健志（フルーツポンチ） | 絶体絶命の旧幕府軍！！ 逆転なるか！？ | へぇ〜そうなんだ 土方歳三 |                                    | クローズアップ 旧徳川幕府 【幕府のその後を見れば日本がわかる！ 先生：安東弘樹（TBSアナウンサー）】             | 函館・土方なう 見ドコロ：土方歳三最後の地碑、函館山（函館山ロープウェイ）、国指定特別史跡 五稜郭跡、五稜郭タワー、函館奉行所 食べドコロ：五島軒 呑みドコロ：ロワージホテル函館 スカイバー エステラード |      |
| 44 | 7月18日 | ～戦国時代が全てわかる ２時間スペシャル～ | 今日は戦国時代。 戦国三大ヒーロー、信長、秀吉、家康の生き様に密着！ 2時間で戦国時代が全てわかるスペシャル！どうなるニッポン！？                 | テリー伊藤、的場浩司、加藤晴彦、榮倉奈々、剛力彩芽、えなりかずき         | 戦国10大バトル 天下を取るのは誰だ！？ | －                        |                                    | ー | |      |
| 45 | 7月25日 | ～日本の歴史 ベストカップル７～           | 今日は飛鳥時代～幕末。 日本史上に残るベストカップル7組を選出！ 飛鳥時代から幕末まで1000年を駆け抜ける！どうなるニッポン！？                     | 八代英樹、加藤晴彦、春香クリスティーン、高橋ジョージ                     | 日本史を彩った珠玉のラブロマンス💗    | －                        |                                    | 日本の歴史 ベストカップル７ 【混迷の時代幕末を生きたベストカップル 先生：斎藤哲也（TBSアナウンサー）】         | － |      |
| 46 | 8月1日  | ～日本の歴史 ジャパンウォーカー７～       | 今日は平安～江戸時代。 日本を足で歩き回った、日本史を飾る7人を一挙大公開！ 平安時代から江戸まで激動の歴史を駆け抜ける！どうなるニッポン！？     | 東国原英夫、加藤晴彦、眞鍋かをり、えなりかずき                           | 日本中を歩きに歩いた男達！！          | －                        |                                    | 日本の歴史 ジャパンウォーカー７ 【大自然の驚異にさらされながらも歩き回る男達 先生：小林豊（TBSアナウンサー）】 | － |      |
| 47 | 8月8日  | ～江戸経済革命～                          | 今日は江戸時代。 歴史に学べ！ 景気回復スペシャル！！ 破綻した経済を立て直すカリスマがいた！どうなるニッポン！？                                 | テリー伊藤、加藤晴彦、西川史子オリエンタルラジオ（中田敦彦、藤森慎吾）   | 経済を変えた！マネーの天才達！！      | －                        |                                    | － | － |      |
| 48 | 8月22日 | ～この建造物 私が造りました～             | 今日は名建造物が完成した時代。 建物を知ればニッポンがわかる！ 名建造物が完成したあらゆる時代にタイムスリップ。どうなるニッポン！？              | 高橋秀樹、加藤晴彦、西山茉希、えなりかずき                               | あの建造物はなぜ生まれたのか！？      | －                        |                                    | この建造物 私が造りました 【個性的な建物 先生：安東弘樹（TBSアナウンサー）】                                   | － |      |
| 49 | 8月29日 | ～散り際の美学～                          | 今日は戦国時代。「散り際が美しい戦国武将」を一挙紹介！偉人たちの儚くも壮絶な最期とともに、今夜番組最終回！どうなるニッポン！？                  | テリー伊藤、高畑淳子、加藤晴彦、眞鍋かをり、TKO（木本武宏・木下隆行）    | 戦国武将の美しき散り際と壮絶な最期    | －                        |                                    | 戦国武将散り際の美学 【義のために自らの命を投げ出した武士の中の武士 先生：斎藤哲也（TBSアナウンサー）】        | － |      |

## ネット局
| 放送対象地域   | 放送局                   | 系列    |
| -------------- | ------------------------ | ------- |
| 関東広域圏     | TBSテレビ (TBS)          | TBS系列 |
| 北海道         | 北海道放送 (HBC)         | TBS系列 |
| 青森県         | 青森テレビ (ATV)         | TBS系列 |
| 岩手県         | IBC岩手放送 (IBC)        | TBS系列 |
| 宮城県         | 東北放送 (TBC)           | TBS系列 |
| 山形県         | テレビユー山形 (TUY)     | TBS系列 |
| 福島県         | テレビユー福島 (TUF)     | TBS系列 |
| 山梨県         | テレビ山梨 (UTY)         | TBS系列 |
| 新潟県         | 新潟放送 (BSN)           | TBS系列 |
| 長野県         | 信越放送 (SBC)           | TBS系列 |
| 静岡県         | 静岡放送 (SBS)           | TBS系列 |
| 富山県         | チューリップテレビ (TUT) | TBS系列 |
| 石川県         | 北陸放送 (MRO)           | TBS系列 |
| 中京広域圏     | 中部日本放送 (CBC)       | TBS系列 |
| 近畿広域圏     | 毎日放送 (MBS)           | TBS系列 |
| 鳥取県・島根県 | 山陰放送 (BSS)           | TBS系列 |
| 岡山県・香川県 | 山陽放送 (RSK)           | TBS系列 |
| 広島県         | 中国放送 (RCC)           | TBS系列 |
| 山口県         | テレビ山口 (tys)         | TBS系列 |
| 愛媛県         | あいテレビ (ITV)         | TBS系列 |
| 高知県         | テレビ高知 (KUTV)        | TBS系列 |
| 福岡県         | RKB毎日放送(RKB)         | TBS系列 |
| 長崎県         | 長崎放送 (NBC)           | TBS系列 |
| 熊本県         | 熊本放送 (RKK)           | TBS系列 |
| 大分県         | 大分放送 (OBS)           | TBS系列 |
| 宮崎県         | 宮崎放送 (MRT)           | TBS系列 |
| 鹿児島県       | 南日本放送 (MBC)         | TBS系列 |
| 沖縄県         | 琉球放送 (RBC)           | TBS系列 |

ネット局は月曜日・水曜日時代ともに同じ。ただし、水曜に移行してから遅れ放送を行っている非系列局あり。

## スタッフ
- ナレーション：真地勇志、湯浅真由美（前期）、服部潤、山本百合子（後期）
- 構成：海老克哉、浜田悠、政宗史子、牧田英士、平村隼人、及川浩和 ほか
- 技術：八峯テレビ
- SW：竹内弘佳
- CAM：若林茂人
- AUD：光家郁夫
- VE：澤田将人
- 照明：瀬戸五郎（テレビ東京アート）
- 美術：フジアール
- 美術制作：柴田慎一郎
- デザイン：別所晃吉
- 美術進行：横山勇
- ロケ技術：GPA、アビス、ハックベリー、クロステレビ
- 編集・MA：ザ・チューブ 加福大、佐々木美郷、柴田敏幸
- 音効：佳夢音 藤原大介
- TK：後藤有紀
- スタイリスト：大江宏明、中西ナオ、伊藤紫
- タイトルデザイン：橋本千恵子
- スタジオ：テクノマックス
- CG：グレートインターナショナル、古泉香苗
- 編成：藤岡繁樹、坂田栄治
- 宣伝：磯谷昌宏
- 制作協力：CR-NEXUS、TVBOX
- ディレクター：川崎大志、大澤哲也、山口哲生、千葉昭、山口健、井上光紀、依田穣、白根伸一、山泉健、香川春太郎
- 演出：山田謙司、上記のディレクターから毎週1人担当
- プロデューサー：高浦康江、尾形香代、北尾泰博（週により担当しない場合あり）、田岸宏一
- 企画演出：菅原正豊
- 制作：ハウフルス・TBS

## ミニ番組

### 歴史天国!
月曜時代、TBSに限り本番組終了後の19:57 - 19:59（番組表上は、19:55 - 20:00）に放送。内容はスタジオトークと次回予告。
『関口宏の東京フレンドパークII』の直後に放送されていた『後のまつり』の枠をそのまま引き継いだもの。スポンサーも引き続きFJネクストの一社提供であったが、水曜移動を機に終了した。

### もうすぐ世紀のワイドショー!ザ・今夜はヒストリー
水曜に移行後、TBSに限り本番組の直前・19:58 - 20:00に放送。なお番組表上では本番組が19:55から開始するように表示されている。内容はスタジオトークと予告VTRで、松嶋（出水）の「○○年にタイムスリップ!」のかけ声の後にステブレレスで本編に接続する。
アドバンスクリエイト（スポンサー表記は「保険市場」）の一社提供。